# Sultan sa Barongis
Sultan sa Barongis é um município de  segunda classe de renda municipal (d) na província Maguindanao do Sul, nas Filipinas. De acordo com o censo de 1 de maio  de  2020 possui uma população de 24 476 pessoas e 4 011 domicílios.